# Parmotrema aberrans
Parmotrema aberrans är en lavart som först beskrevs av Edvard Vainio och som fick sitt nu gällande namn av Henry des Abbayes. 
Parmotrema aberrans ingår i släktet Parmotrema och familjen Parmeliaceae. Inga underarter finns listade i Catalogue of Life.